# Nüsttal
Nüsttal ist eine Gemeinde im osthessischen Landkreis Fulda.

## Geografie

### Geografische Lage
Nüsttal liegt in der Vorderrhön in 320 bis 580 Meter Höhe zwischen Hünfeld und Hilders. Die Dörfer Gotthards, Morles, Rimmels und Silges befinden sich im Nüsttal, nach diesem Gewässer ist die Gemeinde benannt. Die Ortsteile Hof-, Mittel- und Oberaschenbach liegen im Tal des Aschenbaches, welcher in die Nüst mündet. Der Ortsteil Haselstein liegt an der Hasel unterhalb der Burgruine Haselstein.

### Nachbargemeinden
Nüsttal grenzt im Norden an die Gemeinde Rasdorf (Landkreis Fulda), im Osten an die Stadt Geisa (im thüringischen Wartburgkreis), im Süden an die Gemeinde Hofbieber, sowie im Westen an die Stadt Hünfeld (beide im Landkreis Fulda).

### Berge in der Gemeinde
- Breiter Berg (580 Meter)
- Suhl (571 Meter)
- Odersberg (557 Meter)
- Dörenberg (521 Meter)
- Lesberg (488 Meter)
- Lingberg (ca. 464 Meter)
- Weinberg (461 Meter)
- Linzberg (ca. 502 Meter)
- Zinkberg (375 Meter)
- Wachtberg (324 Meter)
- Schlossberg (483 Meter)

### Flüsse und Bäche in der Gemeinde
- Nüst (20 Kilometer lang, entspringt in Obergruben, fließt in die Haune bei Hünfeld)
- Nässe (entspringt in Steens und mündet zwischen Silges und Rimmels in die Nüst)
- Aschenbach (fließt in die Nüst)
- Elsbach (fließt in den Aschenbach)
- Birkenbach
- Schwarzbach
- Herzgraben (fließt in Silges)
- Hasel (fließt bei Hünfeld in die Haune)

## Geschichte

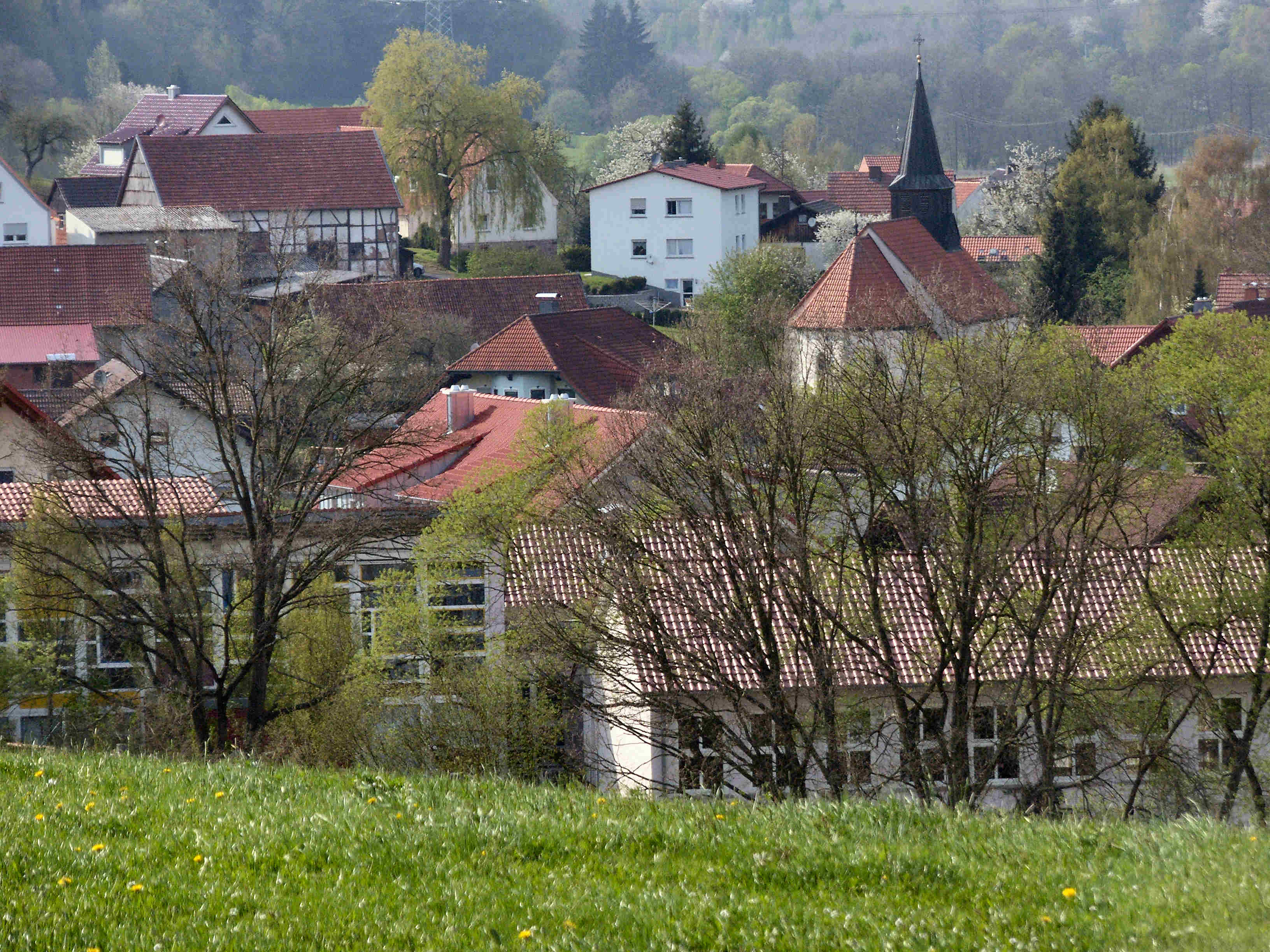
Der Ort Silges in der Gemeinde Nüsttal (2006)

Am 1. Februar 1971 fusionierten im Zuge der Gebietsreform in Hessen, die bis dahin selbständigen Gemeinden Hofaschenbach, Mittelaschenbach, Morles, Oberaschenbach, Rimmels und Silges freiwillig zur neuen Gemeinde Nüsttal. Am 1. August 1972 kamen Gotthards und Haselstein kraft Landesgesetz hinzu. Für alle ehemals eigenständigen Gemeinden wurden Ortsbezirke mit Ortsbeirat und Ortsvorsteher nach der Hessischen Gemeindeordnung gebildet.
- Hofaschenbach (537 ha) ist wohl das älteste der Dörfer im Gemeindegebiet, es wurde erstmals im Jahre 1015 in den Güterverzeichnissen des Klosters Fulda erwähnt. Es hieß früher Eschenbach. Die Kirche von Hofaschenbach brannte 1652 ab und wurde 1685 wieder aufgebaut. Am 6. Juni 1961 hatte der Ort 416, am 27. Mai 1970 427 Einwohner (Volkszählungsergebnisse).[4] Derzeit leben dort etwa 570 Einwohner im Ort.
- Mittelaschenbach (559 ha) liegt nördlich von Hofaschenbach am Zusammenfluss von Aschenbach und Eschenbach. Das Dorf wurde erst 1510 in den fuldischen Steuerlisten von Hofaschenbach unterschieden. Westlich des Ortes wurde 1844 am Abhang des Linsberges die Kapelle St. Laurentius errichtet. Am 6. Juni 1961 hatte der Ort 292, am 27. Mai 1970 275 Einwohner (Volkszählungsergebnisse).[4] Derzeit leben etwa 273 Einwohner im Ort.
- Oberaschenbach (220 ha) liegt am Oberlauf des Aschenbaches. Es erschien erstmals in einer Fuldaer Stiftsurkunde des Jahres 1487. Am 6. Juni 1961 hatte der Ort 79, am 27. Mai 1970 68 Einwohner (Volkszählungsergebnisse).[4] Derzeit leben etwa 47 Einwohner im Ort.
- Haselstein (461 ha) liegt am Fuß eines steilen Felsens. Dort wurde vermutlich schon vor 1100 eine Ritterburg errichtet, die heute als Ruine Haselstein besichtigt werden kann. Um 1160 legte Abt Marquard von Fulda Dorf und Mark unterhalb der Burg an.[6] Die Kirche des Ortes wurde 1732 erbaut. Am 6. Juni 1961 hatte der Ort 387, am 27. Mai 1970 394 Einwohner (Volkszählungsergebnisse).[4] Derzeit leben etwa 347 Einwohner im Ort.
- Durch Rimmels (339 ha) verlief ein frühgeschichtlicher Verbindungsweg von Fulda nach Geisa. 1752 entstand die Barockbrücke über die Nüst. Urkundlich erschien Rimmels zum ersten Mal 1410. Kirchlich ist Rimmels schon immer die Filiale der Pfarrei Hofaschenbach. 1656 gab es eine Kapelle des heiligen Antonius. Neuansiedlungen erfolgten 1711 und 1886. Am 6. Juni 1961 hatte der Ort 223, am 27. Mai 1970 215 Einwohner (Volkszählungsergebnisse).[4] Derzeit leben etwa 279 Einwohner im Ort. In den Jahren 1984 und 1986 wurde Rimmels als schönstes Dorf Hessens ausgezeichnet.
- Morles (563 ha) hat eine moderne Kirche (1964 anstelle einer barocken Kapelle erbaut) und ein prächtiges Fachwerkhaus aus dem Jahre 1774 („Vogelwirtschaft“). Der Ort wurde 1510 in den Zinsregistern des Amtes Mackenzell zum ersten Mal erwähnt, ist aber zweifellos viel älter. Am 6. Juni 1961 hatte der Ort 384, am 27. Mai 1970 426 Einwohner (Volkszählungsergebnisse).[4] Derzeit leben etwa 552 Einwohner im Ort.
- Gotthards (681 ha) liegt am Oberlauf der Nüst. Es erschien urkundlich erstmals im Jahre 1343. Am 6. Juni 1961 hatte der Ort 274, am 27. Mai 1970 305 Einwohner (Volkszählungsergebnisse).[4] Derzeit leben etwa 375 Einwohner in Gotthards und Kermes.
- Das Dorf Silges (380 ha) entstand vermutlich erst um 1100 als planmäßige Siedlung und wurde am 11. November 1300 vom Fuldaer Fürstabt Heinrich V. von Weilnau (1288–1313) das erste Mal in einer Abgabenurkunde in der Schreibweise Selhees angeführt (vielleicht von Selches = Siedlung des Siegwolf oder von Sel, Sal = Weideland). Am 6. Juni 1961 hatte der Ort 328, am 27. Mai 1970 322 Einwohner (Volkszählungsergebnisse).[4] Derzeit leben etwa 375 Einwohner im Ort.

## Bevölkerung

### Einwohnerstruktur 2011
Nach den Erhebungen des Zensus 2011 lebten am Stichtag, dem 9. Mai 2011, in Nüsttal 2878 Einwohner. Darunter waren 27 (0,9 %) Ausländer, von denen 18 aus dem EU-Ausland, 3 aus anderen europäischen Ländern und 6 aus anderen Staaten kamen. Bis zum Jahr 2020 erhöhte sich die Ausländerquote auf 2,5 %. Nach dem Lebensalter waren 616 Einwohner unter 18 Jahren, 1278 zwischen 18 und 49, 537 zwischen 50 und 64 und 448 Einwohner waren älter. Die Einwohner lebten in 1130 Haushalten. Davon waren 301 Singlehaushalte, 251 Paare ohne Kinder und 488 Paare mit Kindern, sowie 75 Alleinerziehende und 15 Wohngemeinschaften. In 200 Haushalten lebten ausschließlich Senioren und in 782 Haushaltungen lebten keine Senioren.

### Einwohnerentwicklung
| Nüsttal: Einwohnerzahlen von 1973 bis 2020                        | Nüsttal: Einwohnerzahlen von 1973 bis 2020 | Nüsttal: Einwohnerzahlen von 1973 bis 2020 | Nüsttal: Einwohnerzahlen von 1973 bis 2020 | Nüsttal: Einwohnerzahlen von 1973 bis 2020 |
| ----------------------------------------------------------------- | ------------------------------------------ | ------------------------------------------ | ------------------------------------------ | ------------------------------------------ |
| Jahr                                                              |                                            |                                            |                                            | Einwohner                                  |
| 1973                                                              | 1973                                       |                                            | 2.393                                      | 2.393                                      |
| 1975                                                              | 1975                                       |                                            | 2.393                                      | 2.393                                      |
| 1980                                                              | 1980                                       |                                            | 2.506                                      | 2.506                                      |
| 1985                                                              | 1985                                       |                                            | 2.520                                      | 2.520                                      |
| 1990                                                              | 1990                                       |                                            | 2.487                                      | 2.487                                      |
| 1995                                                              | 1995                                       |                                            | 2.671                                      | 2.671                                      |
| 2000                                                              | 2000                                       |                                            | 2.793                                      | 2.793                                      |
| 2005                                                              | 2005                                       |                                            | 2.888                                      | 2.888                                      |
| 2010                                                              | 2010                                       |                                            | 2.882                                      | 2.882                                      |
| 2011                                                              | 2011                                       |                                            | 2.878                                      | 2.878                                      |
| 2015                                                              | 2015                                       |                                            | 2.801                                      | 2.801                                      |
| 2020                                                              | 2020                                       |                                            | 2.846                                      | 2.846                                      |
| Quellen: Hessisches Statistisches Informationssystem; Zensus 2011 |                                            |                                            |                                            |                                            |

### Historische Religionszugehörigkeit
| • 1987: | 138 evangelische (= 5,9 %), 2146 katholische (= 91,7 %), 56 sonstige (= 2,4 %) Einwohner  |
| • 2011: | 261 evangelische (= 9,1 %), 2347 katholische (= 81,5 %), 270 sonstige (= 9,4 %) Einwohner |

## Politik

### Gemeindevertretung
Die Kommunalwahl am 14. März 2021 lieferte folgendes Ergebnis, in Vergleich gesetzt zu früheren Kommunalwahlen:
| Sitzverteilung in der Gemeindevertretung 2021Insgesamt 15 Sitze - CDU: 11 - CWE: 4 | Parteien und Wählergemeinschaften | Parteien und Wählergemeinschaften           | % 2021 | Sitze 2021 | % 2016 | Sitze 2016 | % 2011 | Sitze 2011 | % 2006 | Sitze 2006 | % 2001 | Sitze 2001 |
| Sitzverteilung in der Gemeindevertretung 2021Insgesamt 15 Sitze - CDU: 11 - CWE: 4 | CDU                               | Christlich Demokratische Union Deutschlands | 71,2   | 11         | 66,4   | 10         | 63,6   | 10         | 67,4   | 10         | 64,7   | 10         |
| Sitzverteilung in der Gemeindevertretung 2021Insgesamt 15 Sitze - CDU: 11 - CWE: 4 | CWE                               | Christliche Wähler-Einheit                  | 28,8   | 4          | 33,6   | 5          | 19,8   | 3          | 19,1   | 3          | 22,8   | 3          |
| Sitzverteilung in der Gemeindevertretung 2021Insgesamt 15 Sitze - CDU: 11 - CWE: 4 | SPD                               | Sozialdemokratische Partei Deutschlands     | —      | —          | —      | —          | 16,6   | 2          | 13,5   | 2          | 12,5   | 2          |
| Sitzverteilung in der Gemeindevertretung 2021Insgesamt 15 Sitze - CDU: 11 - CWE: 4 | Gesamt                            | Gesamt                                      | 100,0  | 15         | 100,0  | 15         | 100,0  | 15         | 100,0  | 15         | 100,0  | 15         |
| Sitzverteilung in der Gemeindevertretung 2021Insgesamt 15 Sitze - CDU: 11 - CWE: 4 | Wahlbeteiligung in %              | Wahlbeteiligung in %                        | 64,6   | 64,6       | 64,93  | 64,93      | 62,3   | 62,3       | 60,1   | 60,1       | 69,5   | 69,5       |

### Bürgermeister
Nach der hessischen Kommunalverfassung wird der Bürgermeister für eine sechsjährige Amtszeit gewählt, seit dem Jahr 1993 in einer Direktwahl, und ist Vorsitzender des Gemeindevorstands, dem in der Gemeinde Nüsttal neben dem Bürgermeister ehrenamtlich ein Erster Beigeordneter und fünf weitere Beigeordnete angehören. Bürgermeisterin ist seit dem 1. Januar 2015 Marion Frohnapfel (CDU). Sie wurde als Nachfolgerin von Hermann Trabert (CDU), der nach drei Amtszeiten nicht wieder kandidiert hatte, am 14. September 2014 im ersten Wahlgang ohne Gegenkandidaten bei 52,2 Prozent Wahlbeteiligung mit 85,1 Prozent der Stimmen gewählt. Es folgte eine Wiederwahl ohne Gegenkandidaten, pandemiebedingt verschoben, im März 2021. Durch die verschobene Wahl verschob sich der Beginn der zweiten Amtszeit um vier Monate vom 1. Januar auf den 1. Mai 2021.
Amtszeiten der Bürgermeister
- 2015–2027 Marion Frohnapfel (CDU)[18]
- 1997–2014 Hermann Trabert (CDU)[19]

### Wappen
Blasonierung: „Das Wappen der Gemeinde Nüsttal zeigt im silbernen Schild innerhalb eines von acht schwarzen Sechsecken gebildeten Kreises einen grünen Haselnußbruch mit einer Haselnuß und zwei Blättern.“
Das Wappen wurde der Gemeinde Nüsttal am 1. November 1985 durch den Hessischen Innenminister genehmigt.
Gestaltet wurde es durch den Bad Nauheimer Heraldiker Heinz Ritt.
Die acht Basaltsteine (Sechsecke) im Wappen stehen für die acht Ortsteile der Gemeinde Nüsttal und weisen auf das große Basaltvorkommen hin. Die Haselnuss in der Mitte des Wappens ist ein Hinweis auf die historisch bedeutsame Burg Haselstein im gleichnamigen Ort, der seit 2013 ebenfalls eine Haselnuss im Wappen trägt.

## Vereine
In der Gemeinde Nüsttal sind zahlreiche Vereine aus den Bereichen Kultur, Musik und Sport angesiedelt.
Sportvereine:
- DJK 1. FC Nüsttal
- Angelsportverein Haselstein
- Angelsportverein Rimmels
- Motorclub Nüsttal e. V.
- Rhönclub Hünfeld, OV Nüsttal
- Schützenverein 1955 Morles
- Tennisclub Nüsttal
- TTC Mittelaschenbach 1972 e. V.
- Rock`n Roll und Boogie Club Nüsttal

Musik- und Gesangsvereine
- Fidelen Burgsänger
- Frauensinggemeinschaft Nüsttal
- MGV Concordia Nüsttal-Morles e. V.
- MGV Rhöngruß Silges
- Musikkapelle Nüsttal
- Musikverein Haselstein
- Schola St. Mauritius Haselstein

Kulturvereine:
- Heimat- und Geschichtsverein Silges
- Heimatverein Hofaschenbach e. V.
- Heimat- und Kulturverein „Unser Dorf Mittelaschenbach“ e. V.
- Heimat- und Verkehrsverein Gotthards
- Heimat-, Kultur- und Geschichtsverein Haselstein e. V.
- Reservisten Haselstein
- VdK Sozialverband Nüsttal/Rasdorf
- Volkstanzgruppe Die Nässetaler

Fördervereine:
- Förderverein Freibad Gotthards e. V.
- Förderverein Grundschule Nüsttal e. V.
- Förderverein Kinder- und Jugendfußball DJK 1. FC Nüsttal e. V.

Sonstige Vereine:
- Frauengemeinschaft Haselstein
- Freunde des Lichterfestes Morles
- Imkerortsverein Nüsttal
- KFD Schwarzbach/Gotthards
- Kirmesgesellschaft Mittelaschenbach e. V.
- Kirmesgesellschaft Silges/Rimmels e. V.
- Kleintierzuchtverein K 112 Nüsttal e. V.
- Malteser Hilfsdienst Ortsgruppe Nüsttal

## Persönlichkeiten
- Karl Remmert (* 20. Januar 1925 in Silges; † 20. April 1956), Deutscher Meister (1955) und Weltmeister der Motorrad-Seitenwagen-WM (1955) aus dem Ort Silges, verunglückte unter nie geklärten Umständen bei einer Testfahrt auf dem Hockenheimring.[24]